# Brassavola tuberculata
Brassavola tuberculata es una especie epífita de orquídea del género Brassavola de la tribu Epidendreae en la familia Orchidaceae. Habita en selvas tropicales y subtropicales del centro de América del Sur, y son denominadas comúnmente brasávola u orquídea cola de rata por la forma de sus hojas teretes, adaptadas a la falta de humedad.

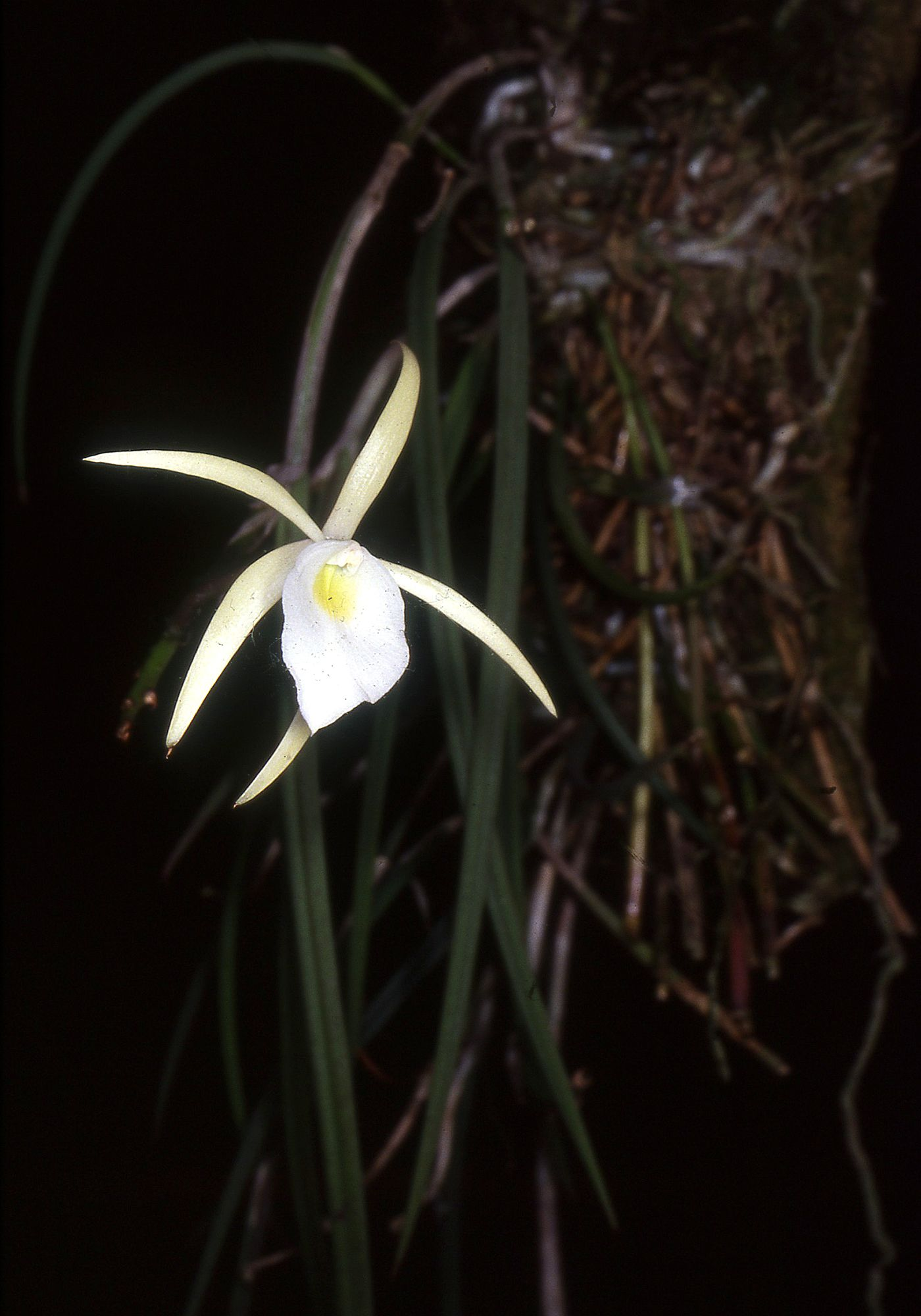
Brassavola tuberculata.

## Distribución y hábitat
En la Argentina se distribuye en el noreste y en la mesopotamia, con herborizaciones en las provincias de: Chaco, Corrientes, Entre Ríos, Formosa y Misiones.
En Paraguay fue colectada en los departamentos de: Central, Guairá, Ñeembucú y San Pedro.
En Brasil se distribuye en los estados del sudeste,  llegando por el sur hasta los de Paraná, Santa Catarina y Río Grande del Sur.
Hábitat
Es una especie muy común en ambientes de selva tropical y subtropical, tanto climáxica como en galería, en altitudes desde el nivel del mar hasta los 1000 m s. n. m..

## Descripción

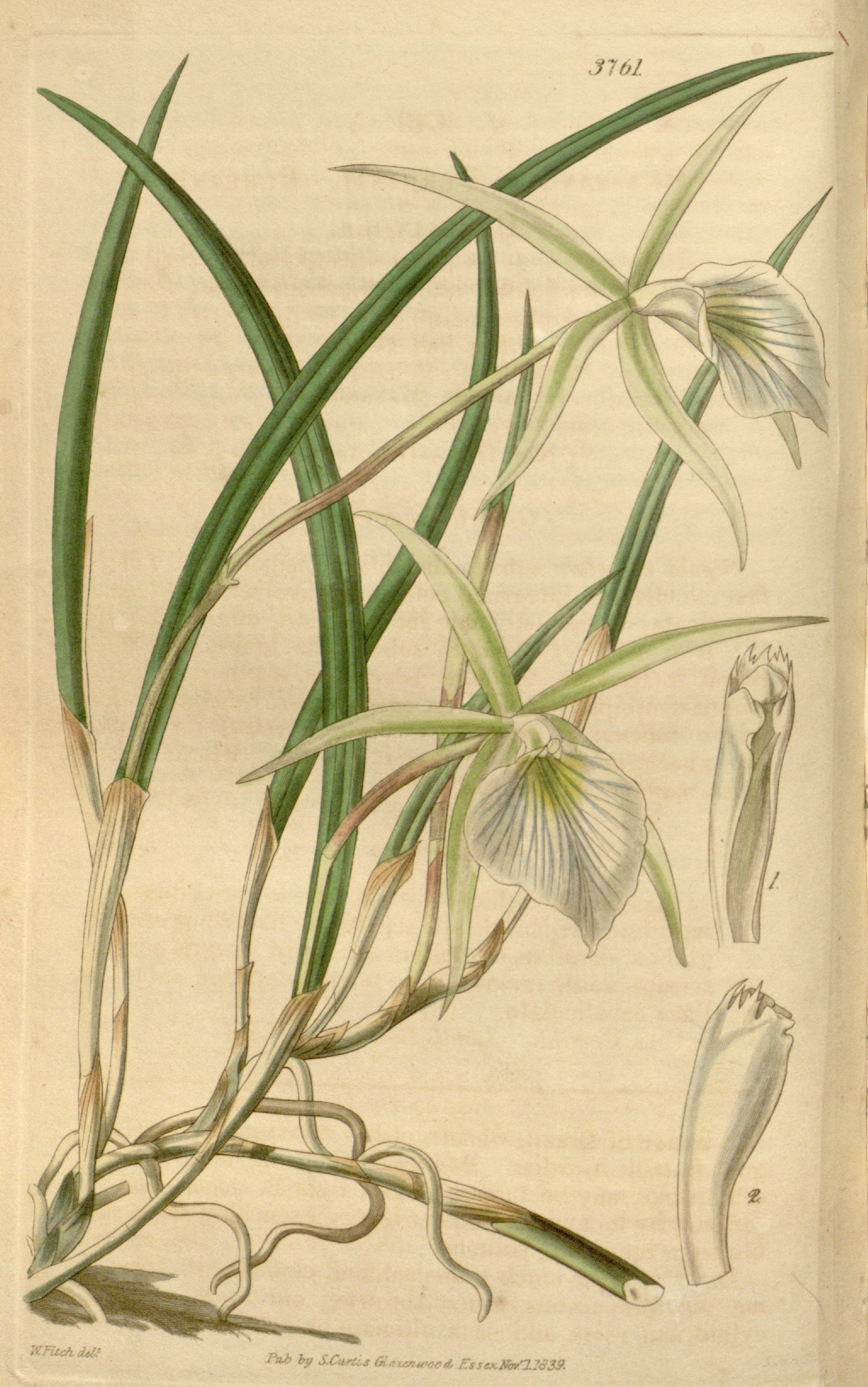
Brassavola tuberculata.

Esta especie generalmente crece de manera epífita, pero en algunos paredones de basalto también puede ser litófita. 
El tallo es robusto, cilíndrico y alargado; el pseudobulbo es estrecho; lleva una hoja alargada surcada de nerviaciones y terminada en punta. La inflorescencia es un racimo de 2 a 15 flores con unos sépalos y pétalos largos y estrechos de color blanco con tono amarillo-oliva claro, en especial hacia la garganta del ancho labelo, cuya parte superior abraza una parte de la columna.  
Cultivo
Esta especie vive fácilmente en cultivo y gracias a sus hojas teretes es resistente a las sequía. 
Como otras especies de Brassavola puede hibridar fácilmente con otras especies del mismo género o de otros géneros próximos, como Cattleya, Laelia, Sophronitis, etc. 

## Taxonomía
Brassavola tuberculata fue descrita por el ilustrador botánico y botánico inglés William Jackson Hooker y publicado en Botanical Magazine 56: t. 2878. 1829.
Etimología
Ver: Brassavola
tuberculata: epíteto latino que significa "con tuberculos".
Sinónimos
- Brassavola perrinii Lindl. var. pluriflora
- Brassavola fragans Lem.
- Brassavola revoluta Barb. Rodr.
- Brassavola gibbsiana Hort. ex Nichols
- Tulexis bicolor Raf.[8]
- Bletia ceboletta (Rchb.f.) Rchb.f.
- Bletia tuberculata (Hook.) Rchb.f.
- Brassavola ceboletta Rchb.f.
- Brassavola chacoensis Kraenzl.
- Brassavola ovaliformis C.Schweinf.	[9][10]